# Regina Rajchrtová
Regina Rajchrtová (5 februari 1968) is een tennisspeelster uit Tsjecho-Slowakije.
In 1987 speelde ze op Roland Garros haar eerste grandslampartijen, zowel ìn het enkel- als in het dubbelspel.
In 1988 kwam ze uit voor Tsjecho-Slowakije op de Olympische Zomerspelen van Seoel op het enkelspel.
In haar professionele carrière tussen 1984 en 1992 won ze samen met Iva Budařová in 1989 een WTA-dubbelspeltoernooi, het Estoril Open.
Tussen 1987 en 1991 kwam ze elfmaal voor Tsjecho-Slowakije uit op de Fed Cup

## Privé
Rajchrtová trouwde op 19 september 1992 met Petr Korda en kreeg drie kinderen: Jessica Korda en olympisch kampioene Nelly Korda die professioneel golf spelen, en Sebastian Korda die het juniorentoernooi van het Australian Open in 2018 won.

## Resultaten grandslamtoernooien
| Legenda | Legenda                          |
| ------- | -------------------------------- |
| g.t.    | geen toernooi gehouden           |
| l.c.    | lagere categorie                 |
| –       | niet deelgenomen                 |
| G       | uitgeschakeld in de groepsfase   |
| 1R      | uitgeschakeld in de eerste ronde |
| 2R      | uitgeschakeld in de tweede ronde |
| 3R      | uitgeschakeld in de derde ronde  |
| 4R      | uitgeschakeld in de vierde ronde |
| KF      | uitgeschakeld in de kwartfinale  |
| HF      | uitgeschakeld in de halve finale |
| F       | de finale verloren               |
| W       | het toernooi gewonnen            |
| w-v     | winst/verlies-balans             |

### Enkelspel
| toernooi        | 1987 | 1988 | 1989 | 1990 | 1991 | 1992 |
| --------------- | ---- | ---- | ---- | ---- | ---- | ---- |
| Australian Open | –    | –    | –    | 1R   | 2R   | 2R   |
| Roland Garros   | 1R   | –    | 1R   | 2R   | 3R   | 1R   |
| Wimbledon       | –    | –    | 1R   | 2R   | 1R   | 1R   |
| US Open         | –    | 2R   | 4R   | 1R   | 4R   | –    |

### Vrouwendubbelspel
| toernooi        | 1987 |    | 1989 | 1990 | 1991 | 1992 |
| --------------- | ---- | -- | ---- | ---- | ---- | ---- |
| Australian Open | –    | –  | 1R   | 1R   | 1R   |      |
| Roland Garros   | 2R   | 1R | KF   | 1R   | 1R   |      |
| Wimbledon       | –    | 1R | –    | 3R   | 1R   |      |
| US Open         | –    | 1R | 1R   | 1R   | –    |      |

### Gemengd dubbelspel
| toernooi        | 1990 |
| --------------- | ---- |
| Australian Open | 1R   |
| Roland Garros   | –    |
| Wimbledon       | 1R   |
| US Open         | –    |